# Musée des Beaux-Arts de Dole
 (juillet 2022).
La mise en forme du texte ne suit pas les recommandations de Wikipédia : il faut le « wikifier ».
Les points d'amélioration suivants sont les cas les plus fréquents. Le détail des points à revoir est peut-être précisé sur la page de discussion.
- Les titres sont pré-formatés par le logiciel. Ils ne sont ni en capitales, ni en gras.
- Le texte ne doit pas être écrit en capitales (les noms de famille non plus), ni en gras, ni en italique, ni en « petit »…
- Le gras n'est utilisé que pour surligner le titre de l'article dans l'introduction, une seule fois.
- L'italique est rarement utilisé : mots en langue étrangère, titres d'œuvres, noms de bateaux, etc.
- Les citations ne sont pas en italique mais en corps de texte normal. Elles sont entourées par des guillemets français : « et ».
- Les listes à puces sont à éviter, des paragraphes rédigés étant largement préférés. Les tableaux sont à réserver à la présentation de données structurées (résultats, etc.).
- Les appels de note de bas de page (petits chiffres en exposant, introduits par l'outil «  Source ») sont à placer entre la fin de phrase et le point final[comme ça].
- Les liens internes (vers d'autres articles de Wikipédia) sont à choisir avec parcimonie. Créez des liens vers des articles approfondissant le sujet. Les termes génériques sans rapport avec le sujet sont à éviter, ainsi que les répétitions de liens vers un même terme.
- Les liens externes sont à placer uniquement dans une section « Liens externes », à la fin de l'article. Ces liens sont à choisir avec parcimonie suivant les règles définies. Si un lien sert de source à l'article, son insertion dans le texte est à faire par les notes de bas de page.
- La présentation des références doit suivre les conventions bibliographiques. Il est recommandé d'utiliser les modèles {{Ouvrage}}, {{Chapitre}}, {{Article}}, {{Lien web}} et/ou {{Bibliographie}}. Le mode d'édition visuel peut mettre en forme automatiquement les références.
- Insérer une infobox (cadre d'informations à droite) n'est pas obligatoire pour parachever la mise en page.

Pour une aide détaillée, merci de consulter Aide:Wikification.
Si vous pensez que ces points ont été résolus, vous pouvez retirer ce bandeau et améliorer la mise en forme d'un autre article.
Le musée des Beaux-Arts et d'archéologie de Dole dans le Jura, est un musée des beaux-arts et d'archéologie fondé en 1821 et labellisé Musée de France. Il est installé depuis 1980, dans le pavillon des officiers (exemple d’architecture militaire comtoise du XVIIIe siècle) de l'ancien château de Dole.

## Histoire
Le musée est fondé en 1821 par le maire, M. Dusillet, le bibliothécaire, M. Pallu et le sculpteur Jean-Séraphin-Désiré Besson, qui devient conservateur du musée jusqu'à sa mort en 1864.

## Collections
Les collections comprennent trois sections : archéologie, art ancien et art contemporain.

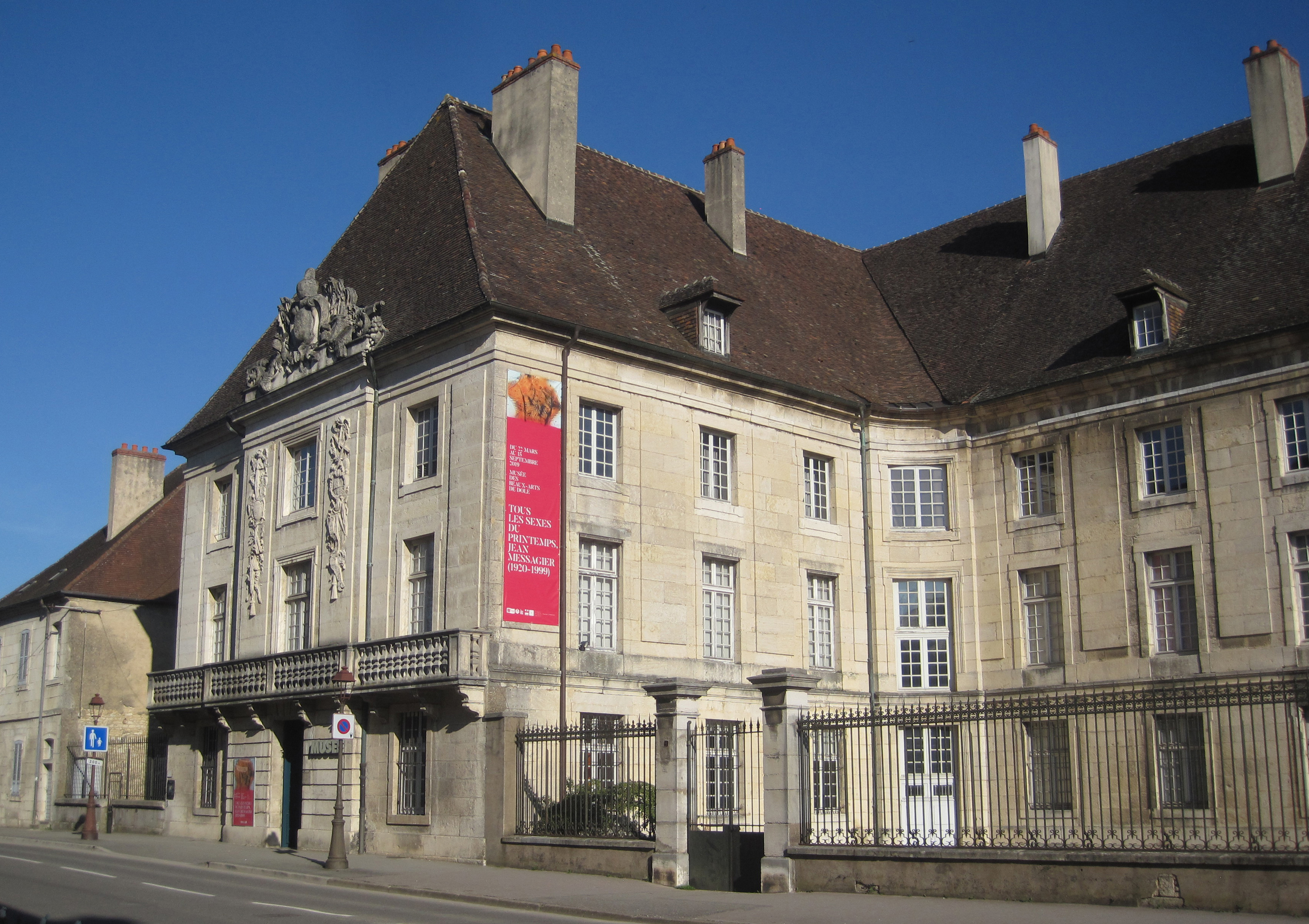
Musée des Beaux-Arts de Dole, Pavillon des Officiers

### Archéologie
Créé par l'archéologue Julien Feuvrier en 1899, le fonds rassemble les découvertes archéologiques de la région doloise du paléolithique à la période mérovingienne.

### Art ancien
Sculptures bourguignonnes et comtoises du Moyen Âge au XIXe siècle :
- G Lullier, F-M Rosset, Claude-François Attiret, Victor Huguenin, Auguste Clésinger

Peintures françaises XVIIe siècle et XVIIIe siècle : 
- Simon Vouet (La mort de Didon, 1642), Adam François van der Meulen, Claude Lefèbvre, Étienne Allegrain, Charles Antoine Coypel, Laurent Pécheux.

Peintures italiennes : 
- L'Albane (Latone et les Paysans de Lycie), Valerio Castello, Gioacchino Assereto, Luca Giordano (Lucrèce), Felice Torelli, Giovanni Battista Pittoni.

Peintures nordiques : 
- Le Maître de Saint Gilles, Pieter van Boucle, Frans Wouters, Cornelis Norbertus Gysbrechts, Herman Van Swanevelt.

Peintures françaises XIXe siècle : 
- Gustave Courbet, Narcisse Díaz de la Peña, Albert-Antoine Lambert, Georges Michel
- Artistes régionaux : Auguste Pointelin, Marcel Ordinaire, Gustave Brun, Jules Adler, Jules Machard, Faustin Besson.

L'histoire de la Franche-Comté est représentée par des scènes de conquêtes peintes par :
- Adam François van der Meulen et Jean-Baptiste Martin, dit « Martin des Batailles ».

### Art contemporain
Œuvres d'artistes ayant travaillé en France depuis les années 1960 ayant pour thème le renouvellement de l'art et son rapport à la société contemporaine : la figuration narrative
- Gérard Fromanger, Bernard Rancillac, Monory, Erró, Télémaque, Gérard Schlosser, Cueco, Peter Klasen, la coopérative des Malassis, et le nouveau réalisme (César, Arman, Raymond Hains, Villeglé, Daniel Spoerri, Gérard Deschamps).

## Galeries

Quelques salles du musée
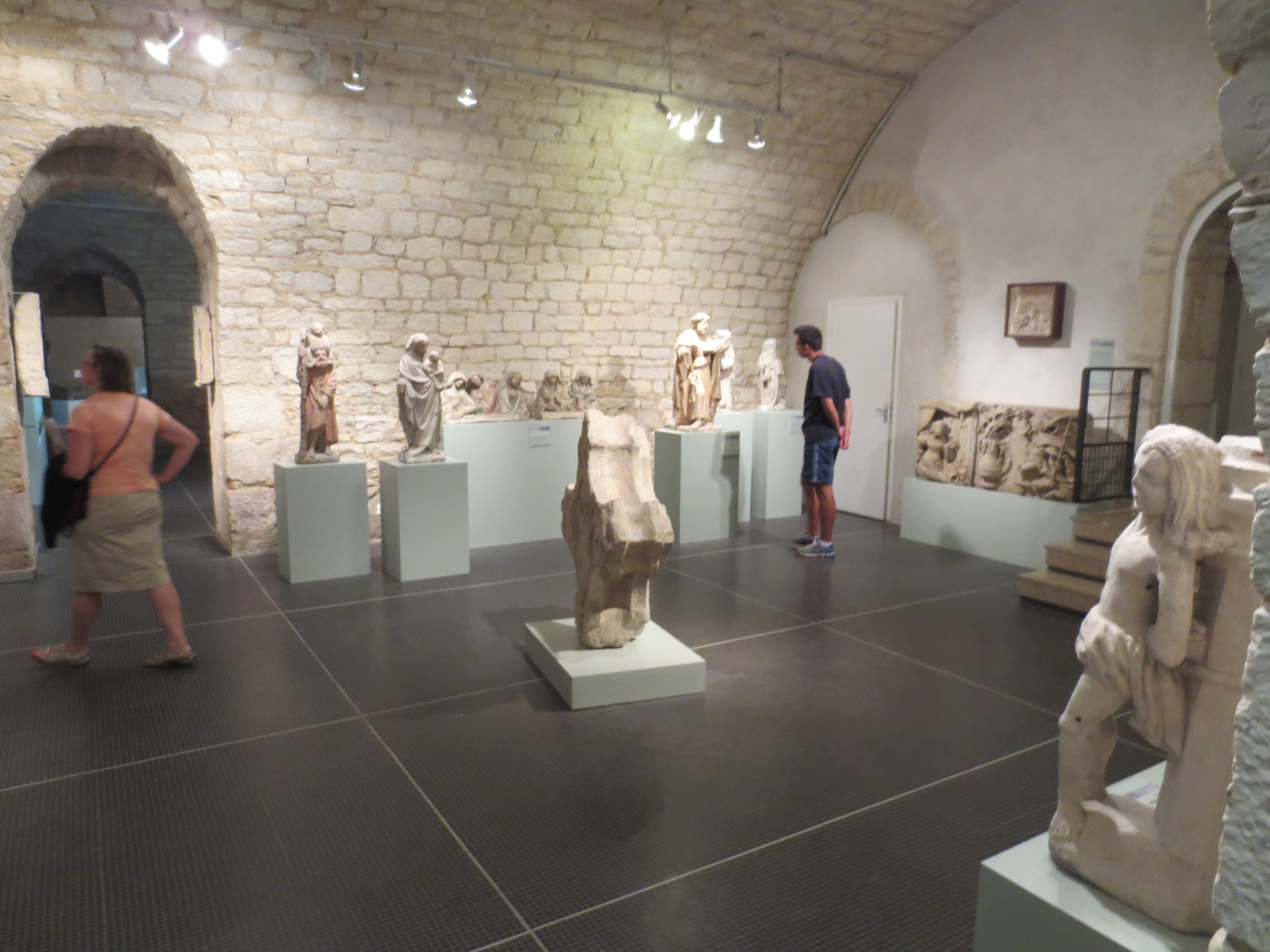
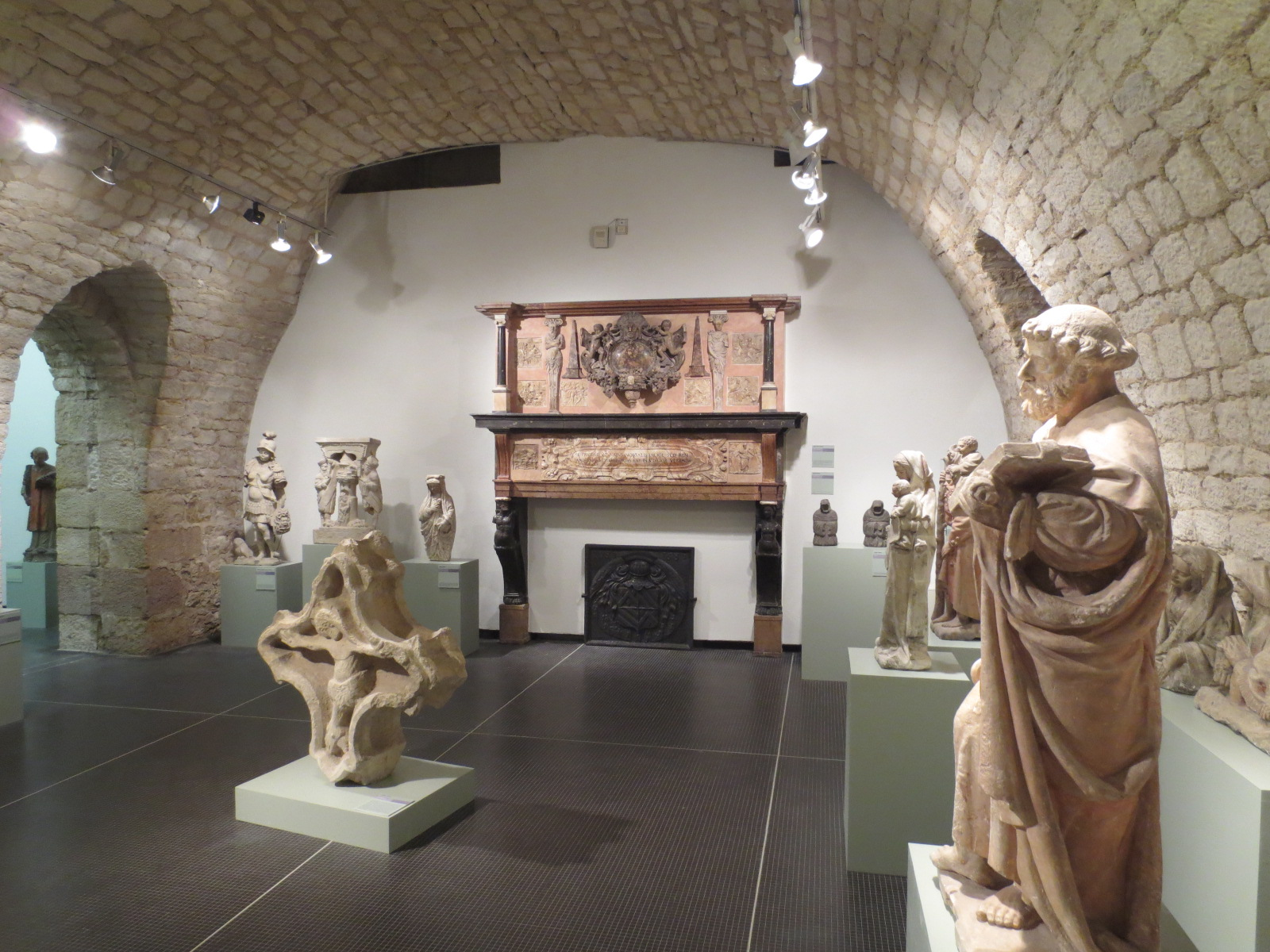

Quelques peintures
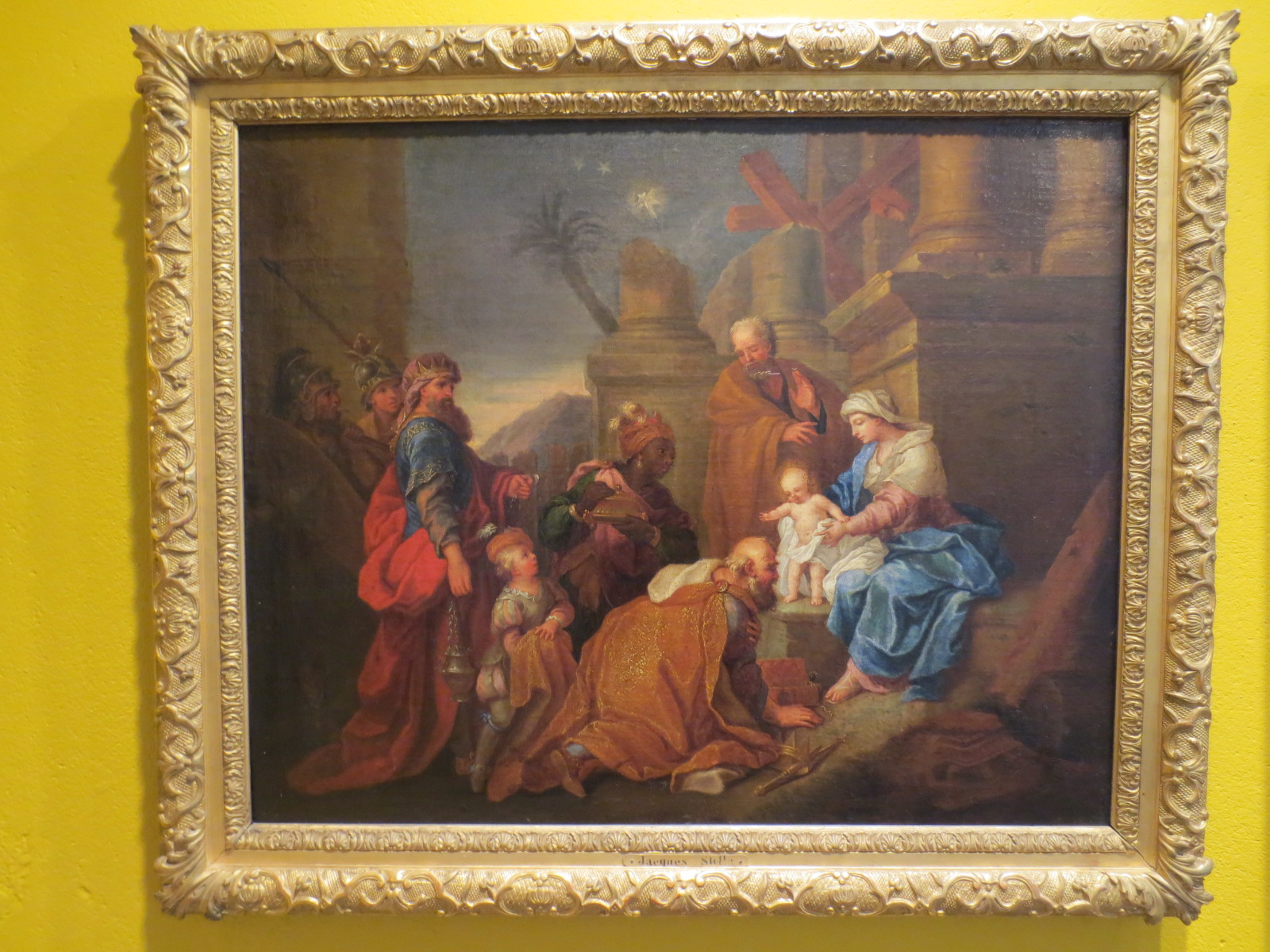
L'Adoration des mages, Joseph Christophe
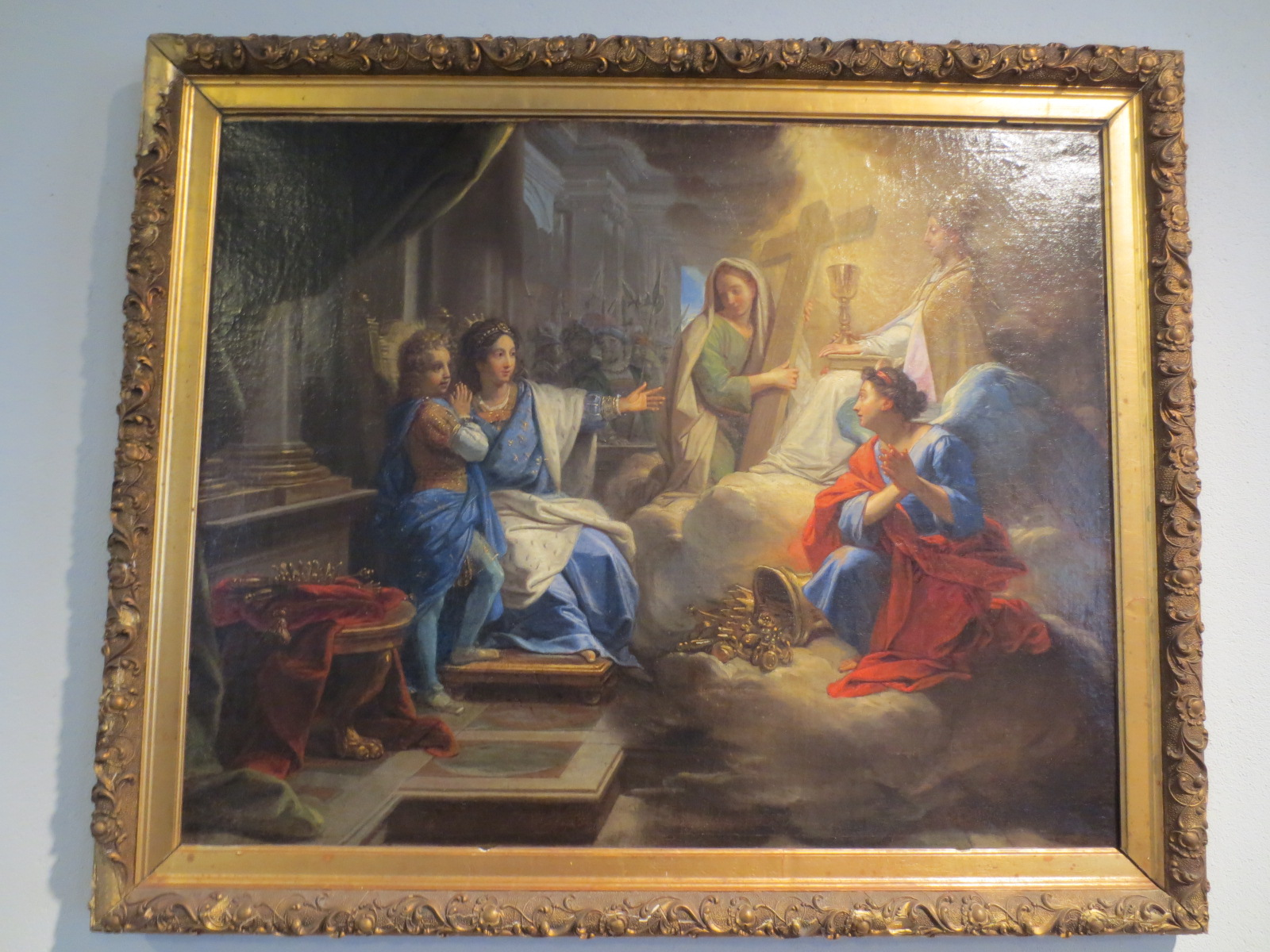
Blanche de Castille montrant à Saint Louis la Religion, la Foi et la Piété, Jean Jouvenet
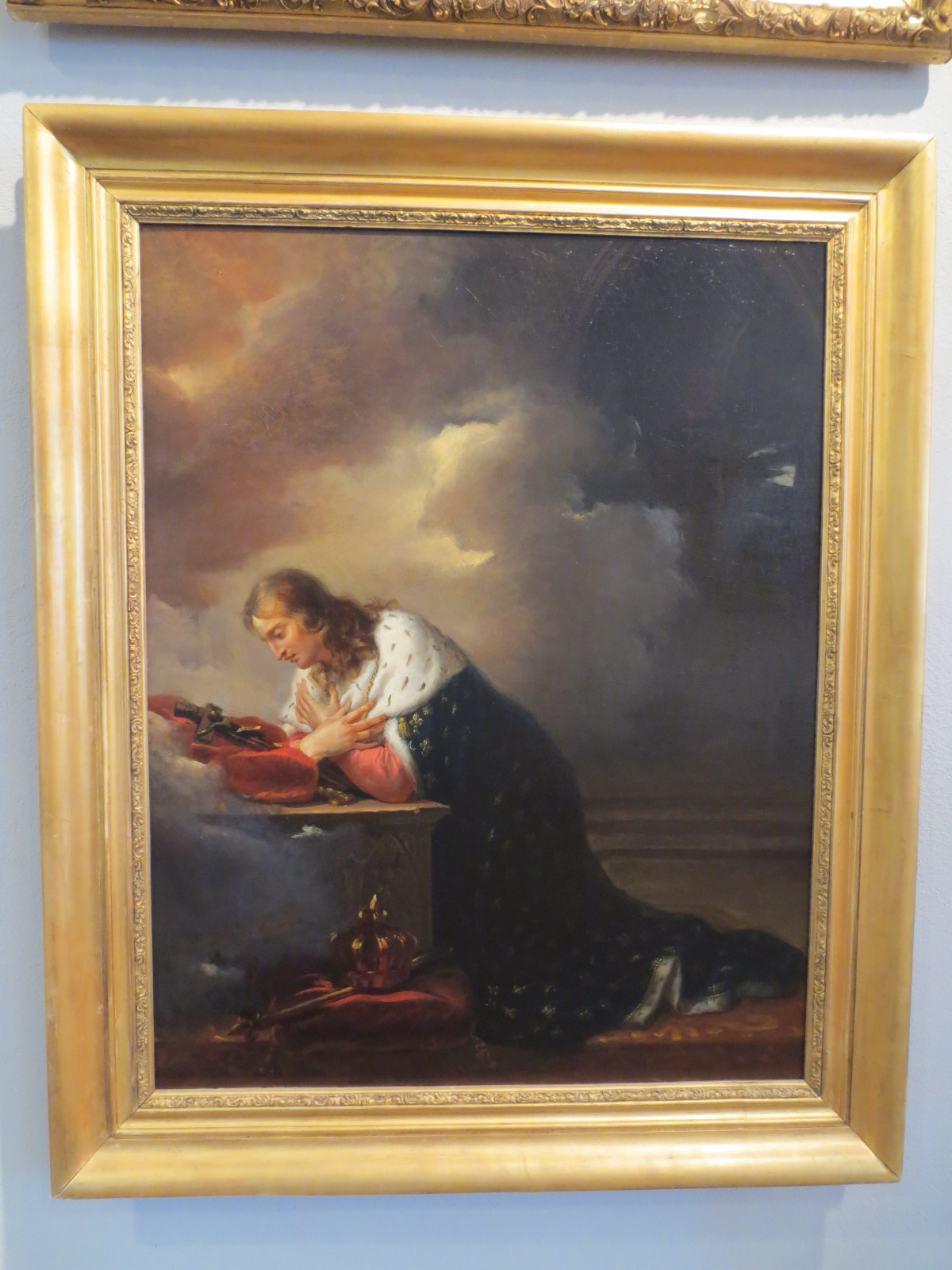
Saint Louis en prière, par Jean-Charles Nicaise Perrin
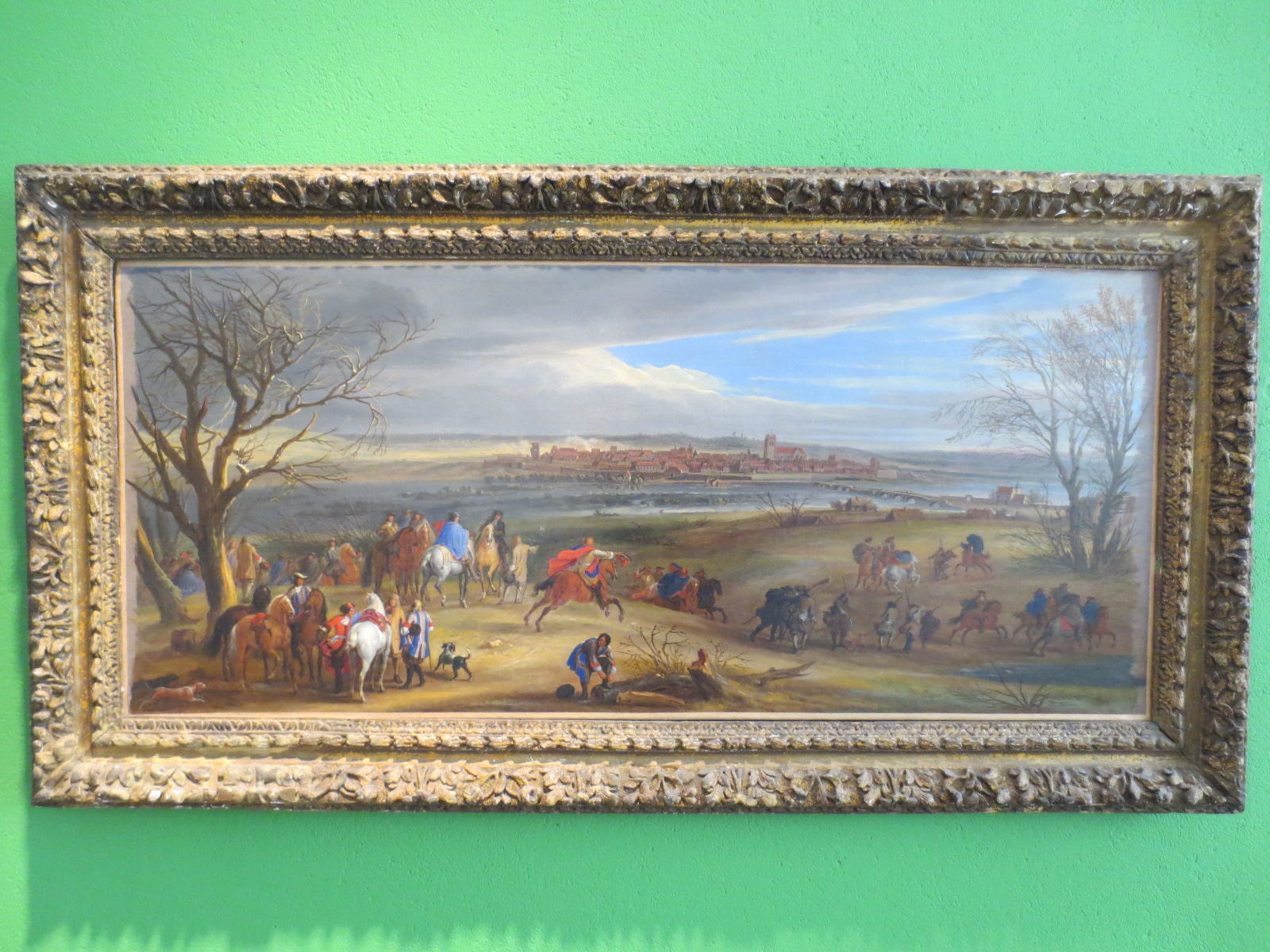
Siège de Dole du 14 février 1668, Adam François van der Meulen
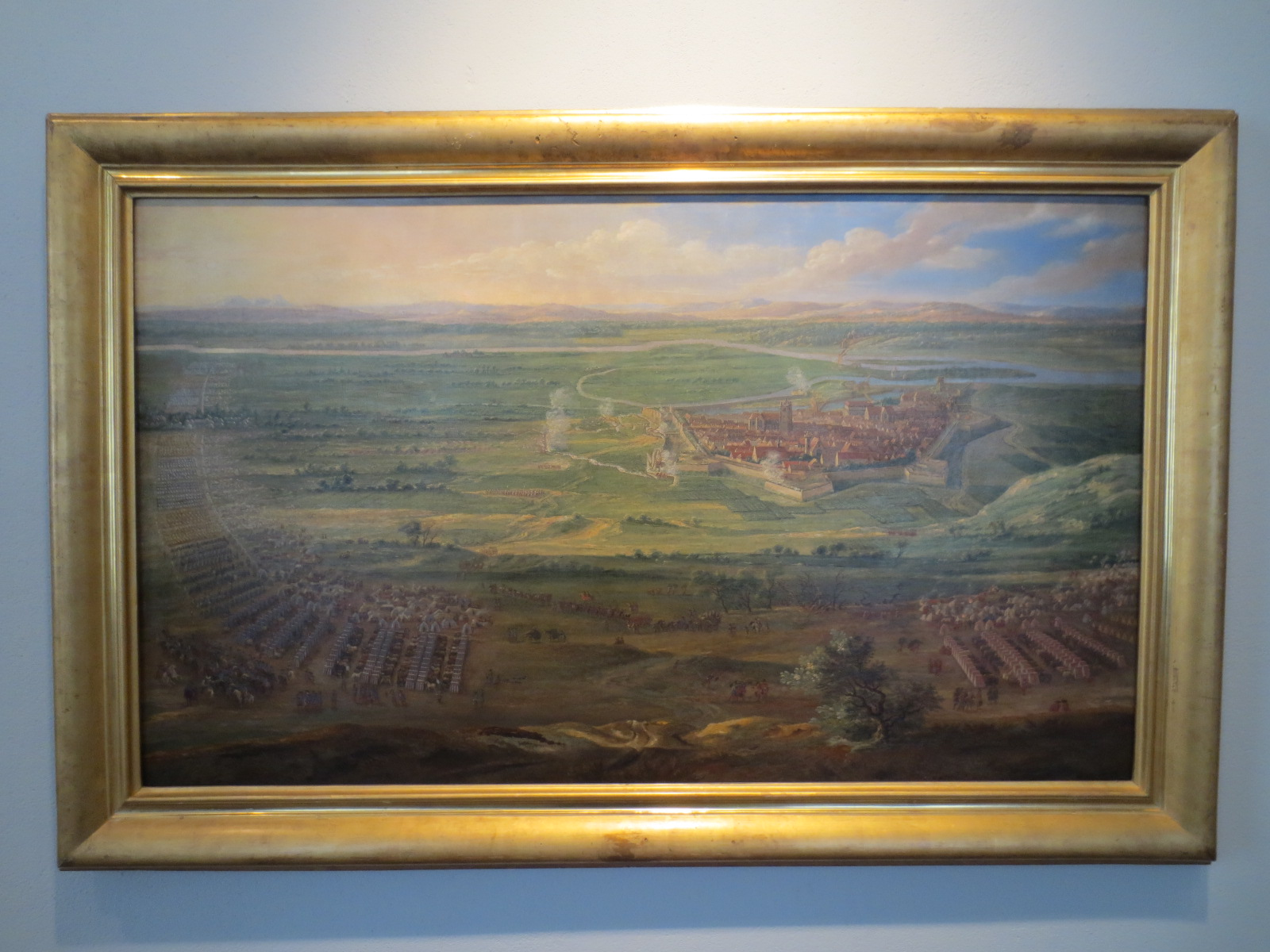
Siège de Dole de juin 1674, Jean-Baptiste Martin
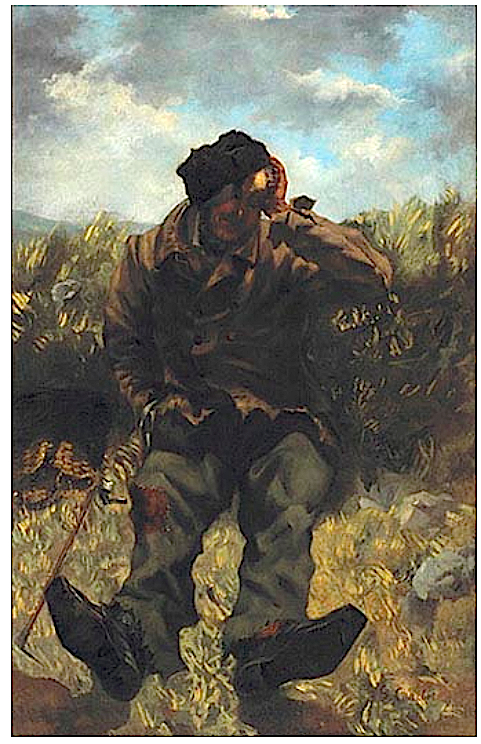
Le Cheminot, Gustave Courbet

Quelques sculptures
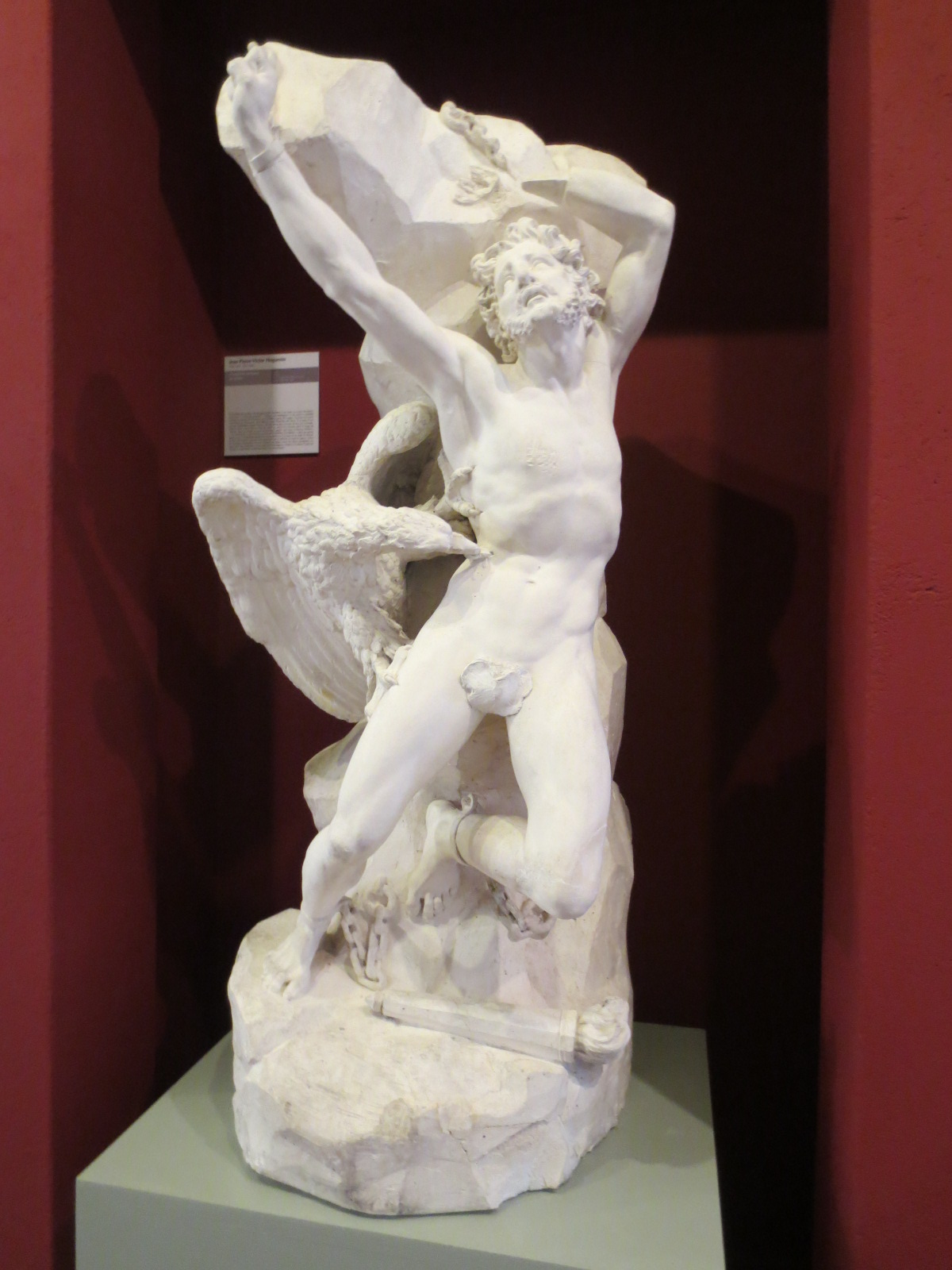
Prométhée enchaîné
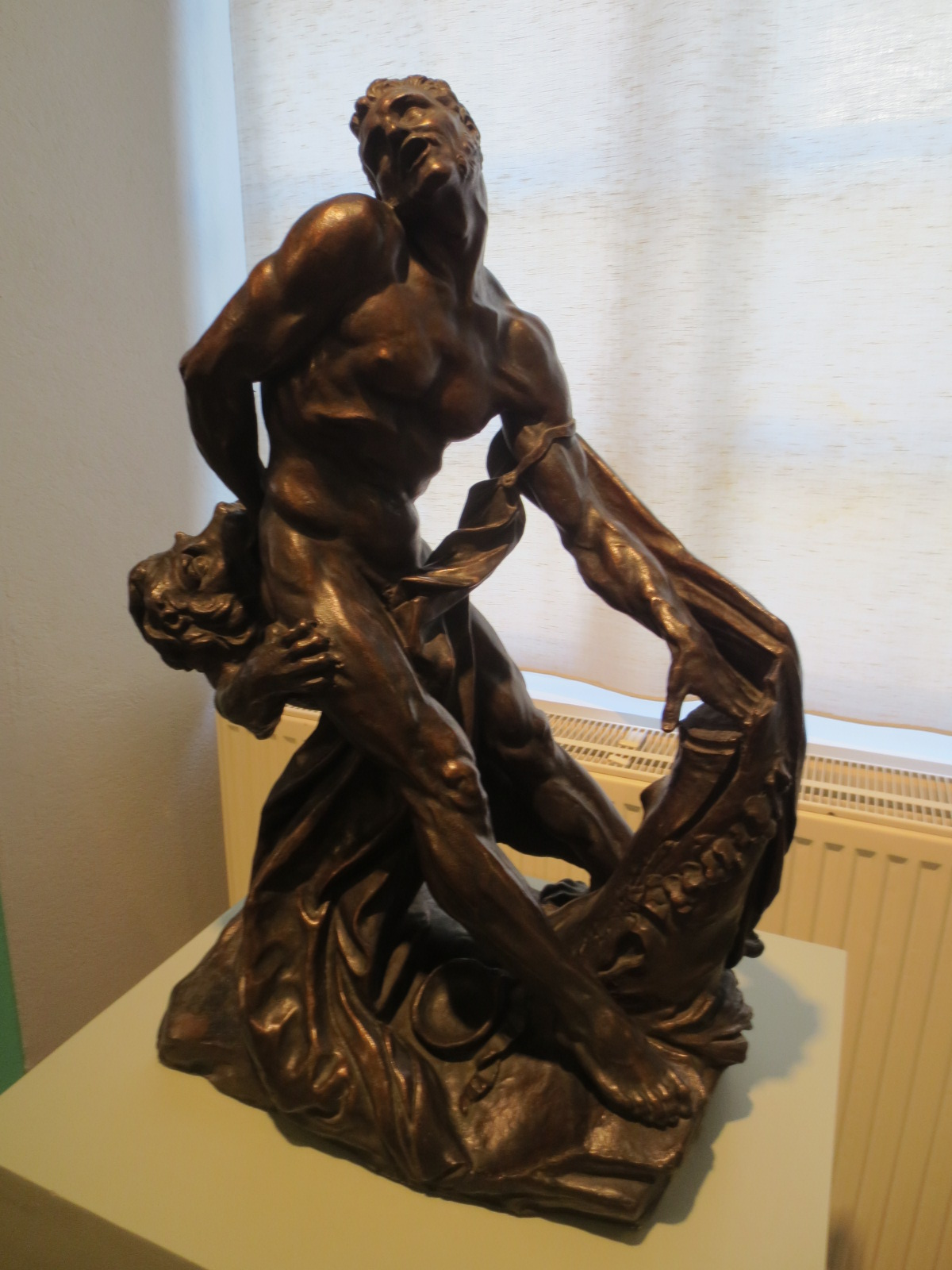
Milon de Crotone
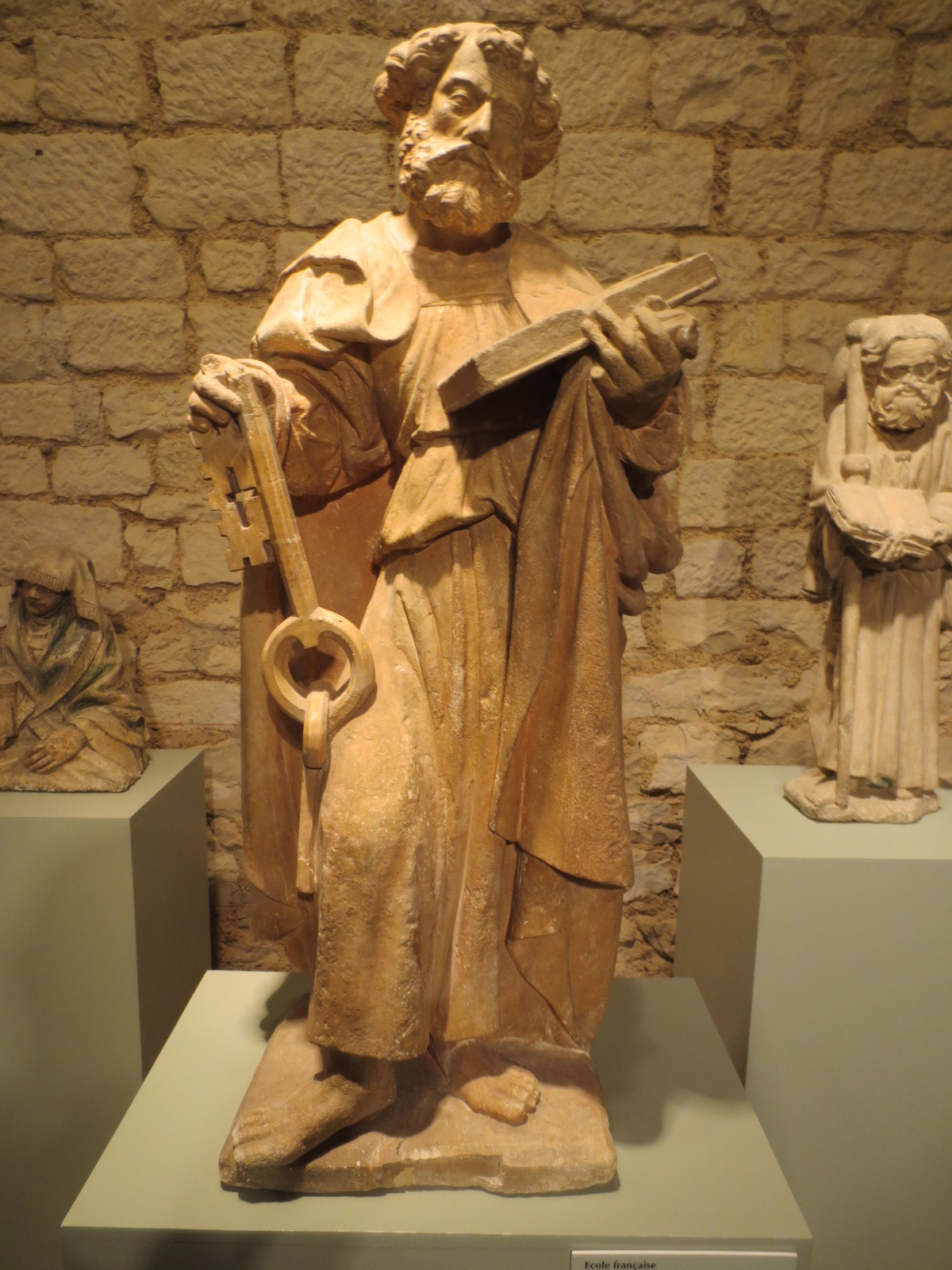
Saint Pierre
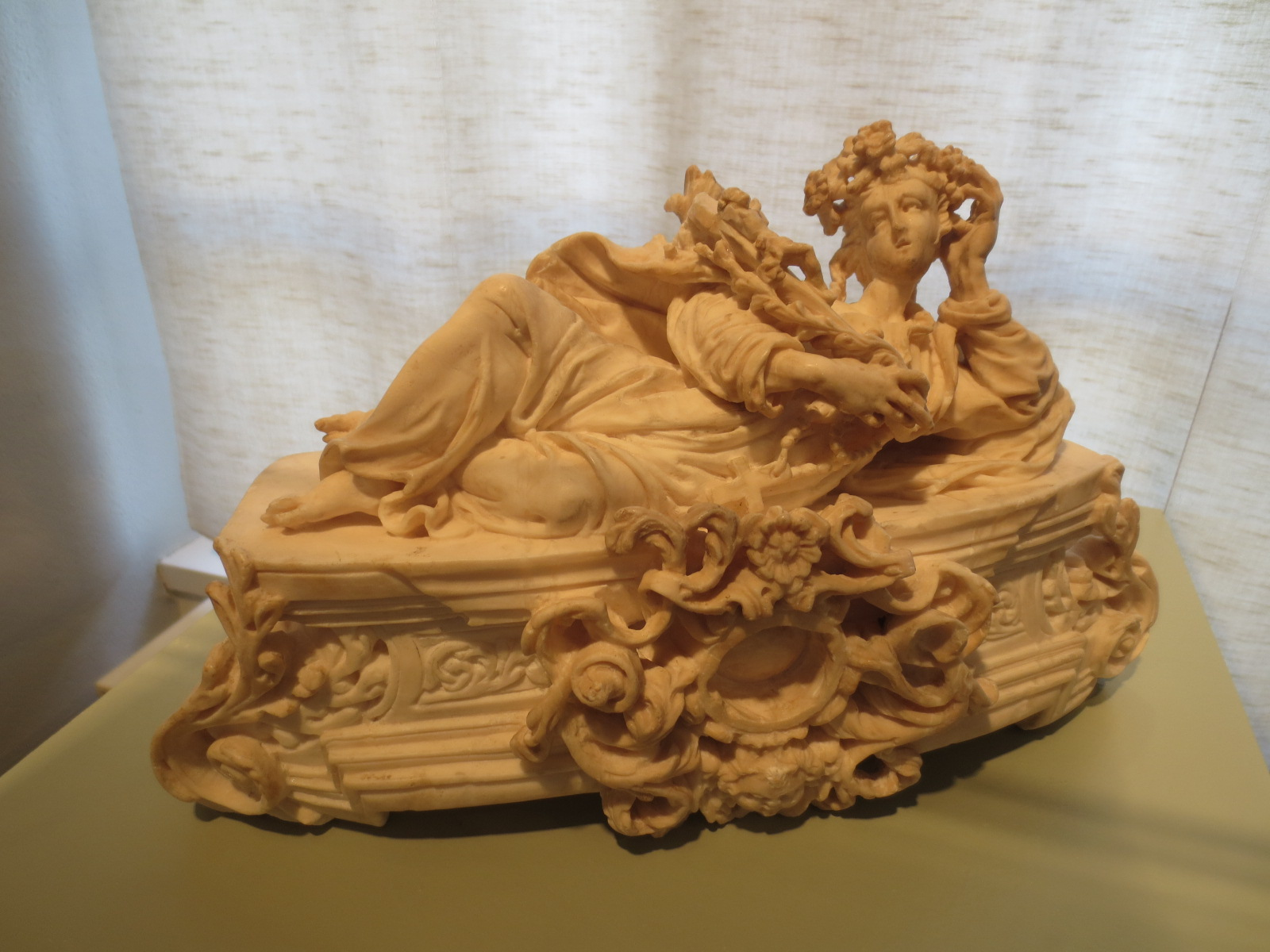
Madeleine repentante
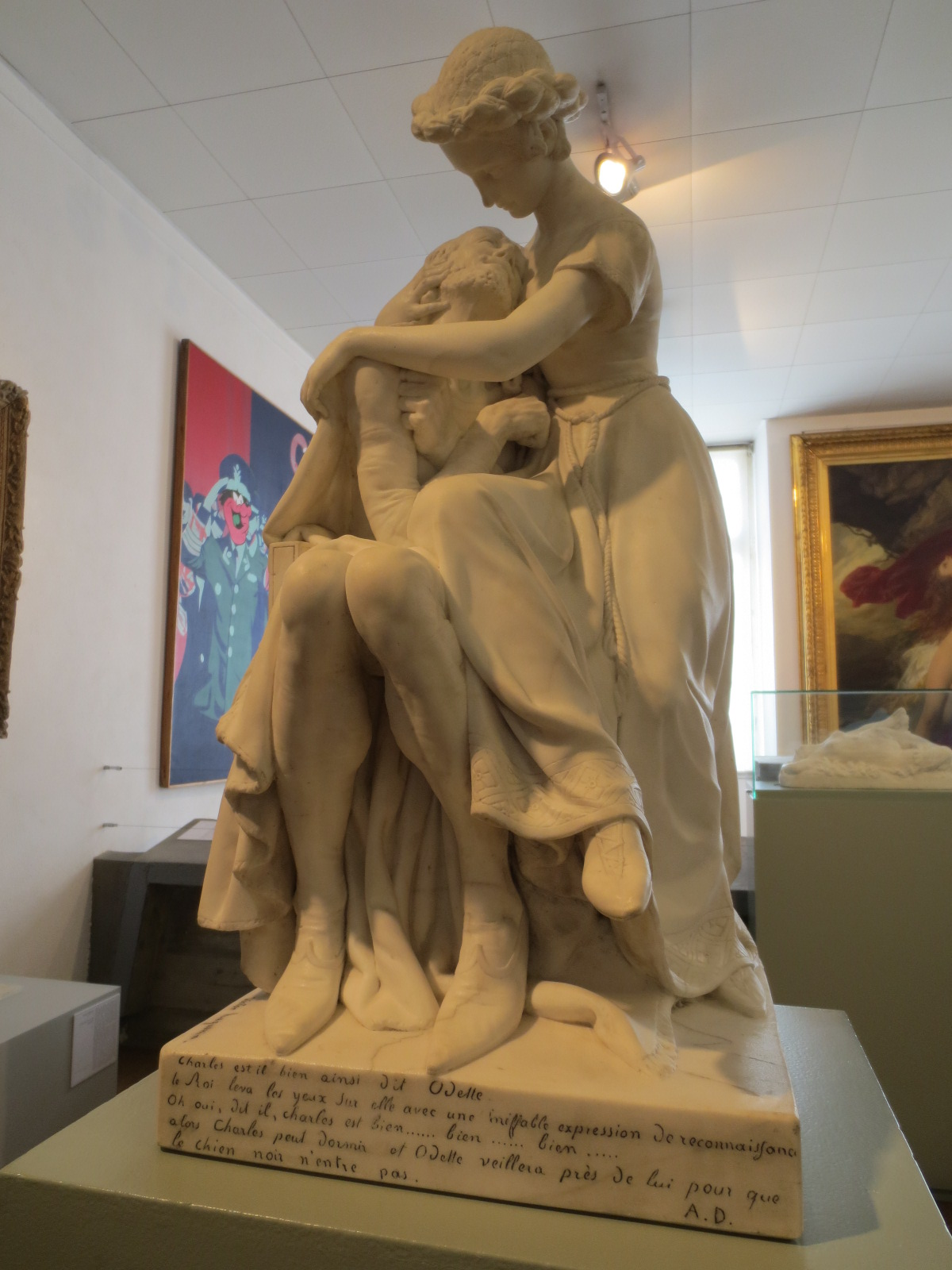
Charles VI et Odette de Champdivers
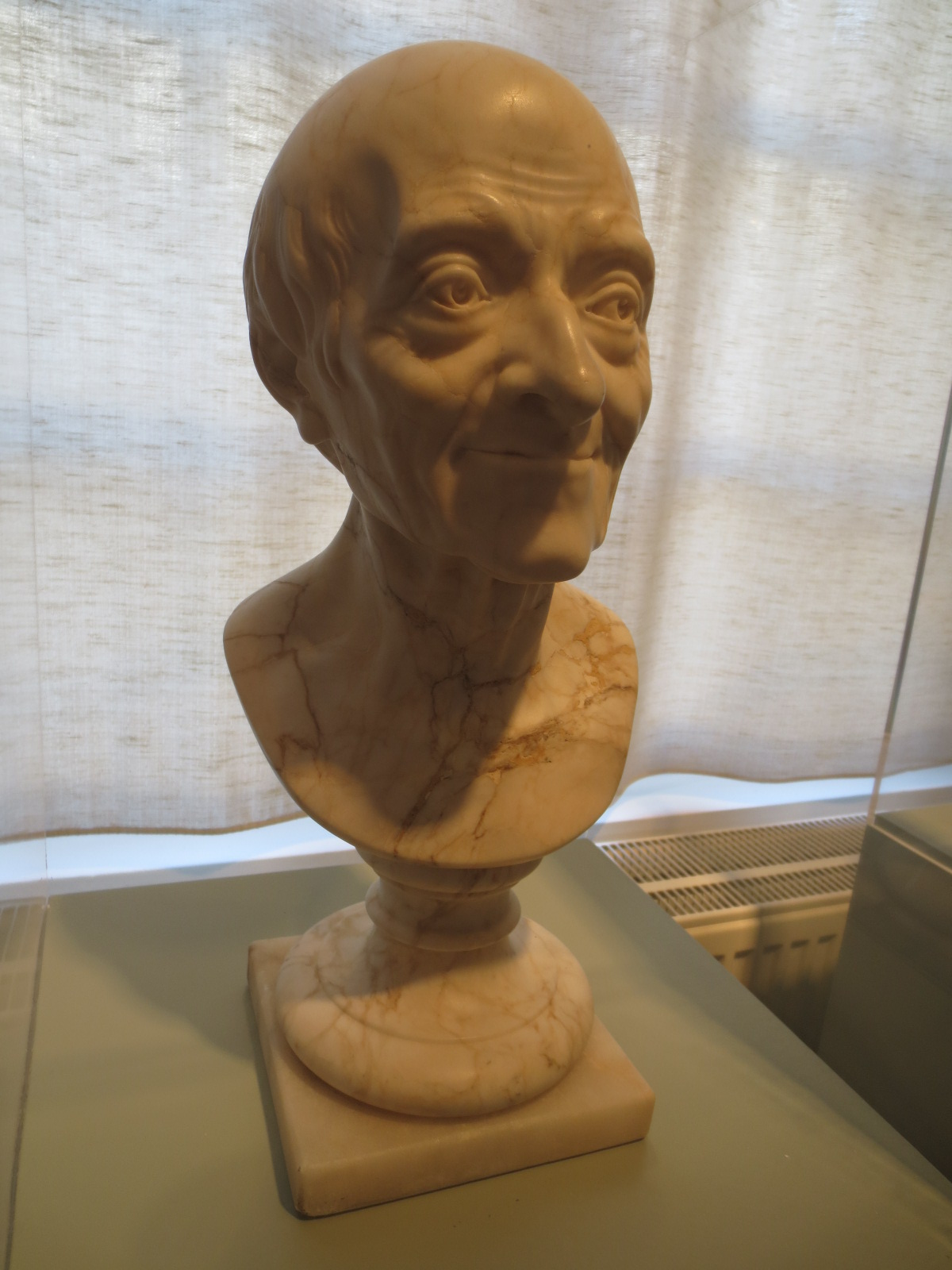
Voltaire
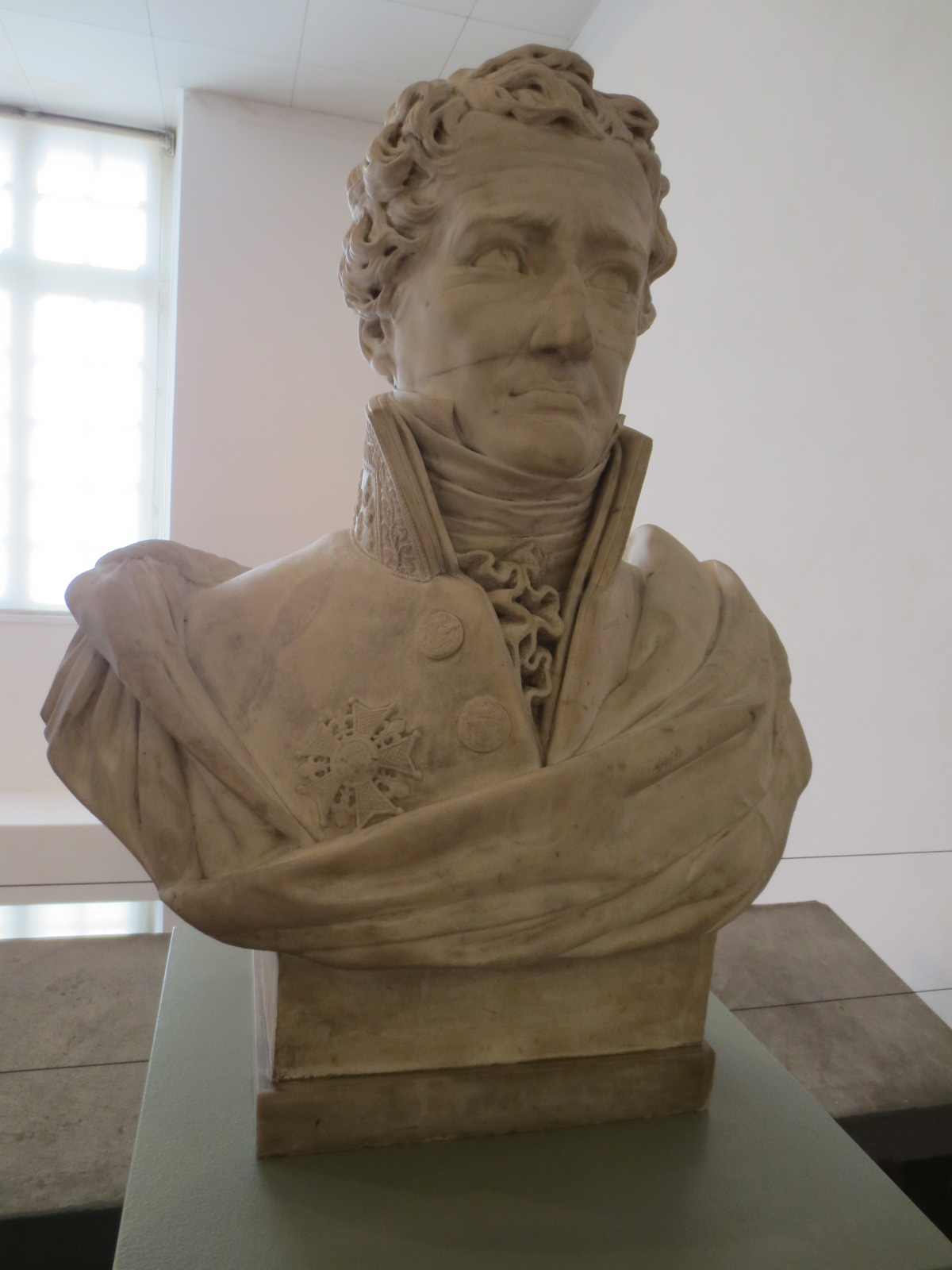
Georges Cuvier

## Expositions temporaires
- 1985 : 
  - Claude-Max Lochu
  - Erró
- 1986 : André Villers
- 1987 : Yayoi Kusama
- 1988 : Henri Cueco
- 1989 : François Dufrêne
- 1991 :
  - Charlemagne Palestine
  - Daniel Pommereulle
- 1994 : Peter Stämpfli
- 1995 : La Coopérative des Malassis
- 1996 : Simon Bussy
- 1997 : Yan Pei-Ming
- 1998 : Bernard Moninot
- 1999 :
  - Jacques Monory
  - « Peintures nordiques des musées de Franche-Comté »
- 2000 : Peter Saul
- 2001 : Les Rosset
- 2002 : Victor Huguenin
- 2003 :
  - Jules Machard
  - Bernard Rancillac
- 2004 :
  - Gérard Deschamps
  - Jean-Denis Attiret
- 2005 :
  - Claude-François Attiret
  - Gérard Fromanger
- 2006 :
  - La figuration narrative dans les collections publiques
  - Helen Frik, « The Frik Collection »
- 2007 :
  - Lucien Fleury
  - La sculpture du XVe siècle en Franche-Comté
- 2008 :
  - Lilian Bourgeat
  - Les affiches de Mai 68
  - Swetlana Heger
  - L'art contemporain de Georges Perec
- 2009 :
  - Les recherches de Julien Feuvrier
  - Loïc Raguénès. Visitez le Jura
  - Hucleux
- 2010 :
  - Art & contemporain à tous les étages
  - Nouvelle Vague
  - Erró, 50 ans de collages
- 2011 :
  - Ida Tursic & Wilfried Mille. It was the dirty end of winter
  - Courbet contemporain
  - Olivier Blanckart
- 2012 :
  - Forme et forme
  - Laurent Pécheux
  - Sylvie Fanchon
- 2013 :
  - Philippe Cognée
  - Tacet / Les 30 ans des Frac
  - Gérard Schlosser
- 2014 : 
  - Jean-Marc Cerino : Le grain des jours.
- 2017 : 
  - Steve Gianakos
  - Peindre, dit-elle - Chapitre 2
  - Jules Adler (1865-1952). Peindre sous la IIIe République
- 2018
  - La clareté intome de la terre, Auguste Pointelin
- 2019
  - Jean Messagier
  - Giulia Andreani
- 2020
  - Henri Cueco
- 2021
  - 200 ans d'histoire 1821-2021 - Bicentenaire du musée des Beaux-Arts de Dole
- 2022
  - Dominique d'Acher
  - Prendre soin. Restaurer, réparer, de la Renaissance à nos jours
- 2023
  - Anthony Cudahy - Conversation
  - Voir en peinture. La Jeune figuration en France